# 第5施設団
第5施設団（だいごしせつだん、JGSDF 5th Engineer Brigade）は、陸上自衛隊小郡駐屯地（福岡県小郡市）に団本部が駐屯する西部方面隊直轄の施設科部隊で各方面隊にある施設団のひとつである。

## 概要
西部方面隊隷下最大の施設科部隊であり、2個の施設群と直轄の部隊からなり第5施設団長は陸将補（二）が充てられ、小郡駐屯地司令を兼務する。
西部方面隊の各部隊に対する施設作業支援や災害派遣を任務とするほか国際貢献活動および民生協力を行う。

## 沿革
- 1961年（昭和36年） 8月17日：第5施設団が小郡駐屯地において新編。地区施設隊および施設野整備隊を第5施設団に編合。

※ 編成（団本部、本部付隊、第2施設群（第106施設大隊、第108施設大隊）、第305地区施設隊（都城駐屯地）、第314地区施設隊（湯布院駐屯地）、第315地区施設隊（国分駐屯地）、第317施設野整備隊（健軍駐屯地））
- 1964年（昭和39年）
  - 3月26日：第317施設野整備隊が健軍駐屯地から小郡駐屯地へ移駐。
  - 8月12日：第3施設団隷下の第302架橋中隊（後の第103施設器材隊の母体）が南恵庭駐屯地から小郡駐屯地に移駐し、第5施設団に編合。
- 1966年（昭和41年）
  - 2月21日：飯塚駐屯地開設に伴い、第2施設群本部が小郡駐屯地から、第108施設大隊が小倉駐屯地から飯塚駐屯地に移駐。
  - 4月1日：第5施設団音楽隊が発足。
- 1973年（昭和48年）8月1日：第5施設団改編（施設大隊を廃止し、施設群を新編）[1]。

1. 第106施設大隊（小郡駐屯地）を廃止・改編、第305地区施設隊（都城駐屯地）を編合し、第9施設群を小郡駐屯地に新編。
2. 第108施設大隊（飯塚駐屯地）を廃止・改編、第314地区施設隊（湯布院駐屯地）を編合し、第2施設群を飯塚駐屯地に再編。
3. 第103施設器材隊を小郡駐屯地に新編。第5施設団に編合。
4. 第302架橋中隊（小郡駐屯地）を廃止。

※ 編成（団本部・本部付隊、第2施設群、第9施設群、第103施設器材隊、第315地区施設隊（国分駐屯地））
- 1976年（昭和51年）3月25日：第317施設野整備隊（小郡駐屯地）を廃止。
- 1981年（昭和56年）3月25日：第305ダンプ車両中隊（小郡駐屯地）を直轄部隊として第5施設団に編合。
- 1989年（平成元年）3月24日：第5施設団改編（地区施設隊を廃止し、施設中隊に改編）。

1. 第103施設器材隊に整備中隊を新編。
2. 第2施設群第314地区施設隊（湯布院駐屯地）を廃止・改編し、第344施設中隊を湯布院駐屯地に新編。
3. 第9施設群第305地区施設隊（都城駐屯地）を廃止・改編し、第345施設中隊を都城駐屯地に新編。
4. 第315地区施設隊（国分駐屯地）を廃止。

- 2000年（平成12年）3月28日：部隊改編。

1. 第304坑道中隊を飯塚駐屯地に新編し、第2施設群に編合。
2. 第103施設器材隊隷下の整備中隊を廃止し、特殊器材中隊を編成。

- 2003年（平成15年）3月27日：部隊改編。

1. 第2施設群隷下の施設中隊を機能別に改編。
2. 後方支援体制変換に伴い、整備部門を西部方面後方支援隊第103施設直接支援大隊に移管。

- 2005年（平成17年）3月28日：第9施設群隷下の施設中隊を機能別に改編。
- 2008年（平成20年）3月26日：第4施設群隷下の第303水際障害中隊が宇都宮駐屯地から小郡駐屯地へ移駐し、第9施設群に編合。
- 2013年（平成25年）3月26日：部隊改編。

1. 第303水際障害中隊を直轄部隊として第5施設団に編合[2]。
2. 第373施設中隊、第374施設中隊（小郡駐屯地）を廃止・改編し、第391施設中隊を小郡駐屯地に新編し、第9施設群に編合。

- 2017年（平成29年）3月27日：第365施設中隊、366施設中隊（飯塚駐屯地）を廃止・改編し、第401施設中隊を飯塚駐屯地に新編し、第2施設群隷下に編合。
- 2024年（令和06年）3月20日：第2施設群第304坑道中隊（飯塚駐屯地）を廃止。

## 編成・駐屯地
編成
- 第5施設団本部
- 第5施設団本部付隊「5施団-本」
- 第2施設群
  - 第2施設群本部
  - 本部管理中隊
  - 第367施設中隊（機動支援）
  - 第368施設中隊（交通）
  - 第401施設中隊（築城・障害）
- 第9施設群
  - 第9施設群本部
  - 本部管理中隊
  - 第375施設中隊（機動支援)
  - 第376施設中隊（交通）
  - 第391施設中隊（築城・障害）
- 第103施設器材隊
  - 第103施設器材隊本部
  - 第103施設器材隊本部付隊「103器-本」
  - 特殊器材中隊「103器-特」
  - 架橋中隊「103器-架」
- 第303水際障害中隊「303水」
- 第305ダンプ車両中隊「305ダンプ」

駐屯地
- 小郡駐屯地（福岡県小郡市）
  - 団本部および同付隊
  - 第9施設群
  - 第103施設器材隊
  - 第303水際障害中隊
  - 第305ダンプ車両中隊
- 都城駐屯地（宮崎県都城市）
  - 第9施設群（第376施設中隊）
- 飯塚駐屯地（福岡県飯塚市）
  - 第2施設群
- 湯布院駐屯地（大分県由布市）
  - 第2施設群（第368施設中隊）

## 整備支援部隊
- 西部方面後方支援隊第103施設直接支援大隊「103施直支」（小郡駐屯地）：2003年（平成15年）3月27日から
  - 整備隊「103施直支-整」（小郡駐屯地）：第5施設団直轄部隊を支援
  - 第1直接支援中隊「103施直支-1」（飯塚駐屯地）：第2施設群を支援
  - 第2直接支援中隊「103施直支-2」（小郡駐屯地）：第9施設群を支援

## 主要幹部
| 官職名                        | 階級    | 氏名       | 補職発令日     | 前職                               |
| ----------------------------- | ------- | ---------- | -------------- | ---------------------------------- |
| 第5施設団長 兼 小郡駐屯地司令 | 陸将補  | 大久保克久 | 2024年08月02日 | 東北方面総監部幕僚副長             |
| 副団長                        | 1等陸佐 | 上林勝敏   | 2024年03月18日 | 陸上自衛隊教育訓練研究本部主任教官 |
| 高級幕僚                      | 2等陸佐 | 初澤渉     | 2025年08月01日 | 東部方面総監部装備部勤務           |

| 代 | 氏名                   | 在任期間                        | 出身校・期                     | 前職                                                          | 後職                                                   |
| -- | ---------------------- | ------------------------------- | ------------------------------ | ------------------------------------------------------------- | ------------------------------------------------------ |
| 01 | 井上元幸 （1等陸佐）   | 1961年08月17日 - 1964年07月15日 | 陸士45期                       | 西部方面総監部付                                              | 第4師団司令部付 →1964年11月16日 停年退官（陸将補昇任） |
| 02 | 箕村正道 （1等陸佐）   | 1964年07月16日 - 1966年12月15日 | 陸士49期                       | 陸上幕僚監部施設課訓練班長                                    | 中部方面総監部付                                       |
| 03 | 小野寺重三 （1等陸佐） | 1967年03月16日 - 1968年07月15日 | 陸士51期・ 陸大59期            | 第1施設団副団長                                               | 陸上幕僚監部付 →1969年1月1日 停年退官（陸将補昇任）    |
| 04 | 堤彦男 （1等陸佐）     | 1968年07月16日 - 1971年03月15日 | 陸士53期・ 陸大60期            | 第5施設団副団長                                               | 陸上幕僚監部施設課長                                   |
| 05 | 山本華彦               | 1971年03月16日 - 1973年03月15日 | 東京帝国大学 昭和19年卒        | 第5施設団副団長 →1972年3月16日 陸将補昇任                     | 第2師団副師団長 兼 旭川駐とん地司令                    |
| 06 | 三澤彰                 | 1973年03月16日 - 1975年03月16日 | 陸士55期                       | 陸上自衛隊施設学校副校長 兼 企画室長 →1973年7月1日 陸将補昇任 | 陸上自衛隊施設補給処長 兼 古河駐とん地司令             |
| 07 | 室井彰                 | 1975年03月17日 - 1977年03月15日 | 陸士57期                       | 第3師団司令部幕僚長 →1976年7月1日 陸将補昇任                  | 第4師団司令部付 →1977年7月1日 退職                     |
| 08 | 河村義彦               | 1977年03月16日 - 1979年07月31日 | 陸士58期                       | 陸上自衛隊富士学校管理部長 →1977年7月1日 陸将補昇任           | 陸上幕僚監部付 →1980年1月1日 退職                      |
| 09 | 足立豊重               | 1979年08月01日 - 1982年01月10日 | 陸士61期・ 熊本工専 昭和23年卒 | 陸上自衛隊施設学校総務部長 →1981年7月1日 陸将補昇任           | 陸上自衛隊施設補給処長 兼 古河駐とん地司令             |
| 10 | 伊佐次達               | 1982年01月11日 - 1984年03月15日 | 防大1期                        | 陸上幕僚監部調査部調査第2課長 →1982年7月1日 陸将補昇任        | 陸上自衛隊調査学校長                                   |
| 11 | 江口博保               | 1984年03月16日 - 1986年03月16日 | 防大2期                        | 陸上幕僚監部防衛部研究課長 →1984年3月29日 陸将補昇任          | 第1師団副師団長 兼 練馬駐屯地司令                      |
| 12 | 長江光一               | 1986年03月17日 - 1988年07月06日 | 防大3期                        | 防衛大学校教授 →1988年3月16日 陸将補昇任                      | 陸上自衛隊施設補給処長 兼 古河駐屯地司令               |
| 13 | 横山松雄               | 1988年07月07日 - 1991年06月30日 | 防大3期                        | 東部方面総監部装備部長 →1989年8月1日 陸将補昇任               | 陸上自衛隊施設補給処長 兼 古河駐屯地司令               |
| 14 | 勝木俊和               | 1991年07月01日 - 1994年03月22日 | 防大5期                        | 陸上自衛隊幹部学校主任教官 →1992年4月1日 陸将補昇任           | 陸上自衛隊施設補給処長 兼 古河駐屯地司令               |
| 15 | 市川淳                 | 1994年03月23日 - 1996年06月30日 | 防大8期                        | 陸上幕僚監部装備部施設課長 →1994年7月1日 陸将補昇任           | 陸上自衛隊関西地区補給処長 兼 宇治駐屯地司令           |
| 16 | 寺尾憲治               | 1996年07月01日 - 1999年03月28日 | 防大14期                       | 陸上幕僚監部人事部厚生課長                                    | 陸上幕僚監部監理部長                                   |
| 17 | 菅谷敏彦               | 1999年03月29日 - 2001年12月02日 | 防大13期                       | 陸上幕僚監部装備部施設課長 →1999年12月10日 陸将補昇任         | 退職                                                   |
| 18 | 末包昭彦               | 2001年12月03日 - 2003年12月04日 | 防大13期                       | 北部方面後方支援隊長 →2002年3月22日 陸将補昇任                | 退職                                                   |
| 19 | 姉崎泰司               | 2003年12月05日 - 2006年03月26日 | 防大19期                       | 北部方面総監部幕僚副長                                        | 第5旅団長                                              |
| 20 | 田邉揮司良             | 2006年03月27日 - 2007年08月31日 | 防大24期・ 神戸大院            | 陸上幕僚監部人事部補任課長                                    | 自衛隊東京地方協力本部長                               |
| 21 | 西村智聡               | 2007年09月01日 - 2009年03月23日 | 防大20期                       | 東部方面総監部装備部長 →2008年3月26日 陸将補昇任              | 第7師団副師団長 兼 東千歳駐屯地司令                    |
| 22 | 赤松雅文               | 2009年03月24日 - 2011年08月04日 | 防大26期                       | 東部方面総監部人事部長                                        | 陸上自衛隊施設学校長 兼 勝田駐屯地司令                 |
| 23 | 冨井稔                 | 2011年08月05日 - 2013年08月21日 | 防大25期                       | 東北方面総監部防衛部長                                        | 陸上自衛隊施設学校長 兼 勝田駐屯地司令                 |
| 24 | 中野義久               | 2013年08月22日 - 2015年08月03日 | 防大31期                       | 陸上幕僚監部防衛部情報通信・研究課長                          | 自衛隊大阪地方協力本部長                               |
| 25 | 秋葉瑞穂               | 2015年08月04日 - 2018年07月31日 | 防大30期                       | 自衛隊福岡地方協力本部長                                      | 陸上自衛隊関西補給処長 兼 宇治駐屯地司令               |
| 26 | 白川訓通               | 2018年08月01日 - 2020年08月24日 | 防大37期                       | 統合幕僚監部運用部運用第2課長                                 | 東部方面総監部幕僚副長                                 |
| 27 | 北島一                 | 2020年08月25日 - 2021年12月21日 | 防大39期                       | 統合幕僚監部運用部運用第2課長                                 | 西部方面総監部幕僚副長                                 |
| 28 | 満井英昭               | 2021年12月22日 - 2024年08月01日 | 防大39期                       | 北部方面総監部幕僚副長                                        | 陸上幕僚監部監察官                                     |
| 29 | 大久保克久             | 2024年08月02日 -                | 防大37期                       | 東北方面総監部幕僚副長                                        |                                                        |

## 警備隊区
団本部と2個群で福岡県筑後地方北部の2市3町1村と福岡県筑豊地方北部の4市2町の災害派遣等を担任する。
第5施設団直轄・第9施設群（小郡駐屯地）
小郡市・朝倉市・八女市・三井郡大刀洗町・朝倉郡（筑前町・東峰村）
第2施設群（飯塚駐屯地）
宗像市、福津市、直方市、宮若市、鞍手郡（鞍手町、小竹町）
第2施設群第368施設中隊（湯布院駐屯地）
大分県竹田市

## 部内工事および民生協力
施設科の性質上、部内工事や民生協力を行うことがある。部内工事では飯塚駐屯地等の建設、日出生台演習場の補修を行う。また、民生協力では、道路の部外工事（例として、宮崎県鰐塚山山頂のテレビ塔建設に伴うアクセス道路建設）を実施している。